# 井上頌一
井上 頌一（いのうえ しょういち、1943年1月27日 - ）は、大阪府出身の放送作家。早稲田大学第一文学部中退。
『紅白歌合戦』をはじめNHKのエンターテインメント系の番組を多く構成している。
各地のクラシック音楽のコンサートも手がけ、祝祭的な趣向や観客の参加感が必要とされるガラ・コンサートの企画構成者として知られる。

## 来歴・人物
- 早稲田大学第一文学部に在学中の1966年、永六輔が放送作家養成のための私塾「ニコニコ堂」を開くことを大学の新聞で知り応募。WAHAHA本舗を主宰する喰始や脚本家の松原敏春、現在TBSの『サンデーモーニング』を構成する平松邦宏とは、このときの同門。
- 1970年、NHKが全国オーディションで募ったメンバーなどで結成されたグループ「ヤング101」を中心にした音楽番組『ステージ101』に起用され、放送作家として本格的デビューを果たす。番組テーマソング「ヤッポン！」を作詞した。
- 1970年の『紅白歌合戦』に「ヤング101」が出場したことがきっかけとなって、2004年までの34年間、同番組の構成に関わる。
- 1978年からは芥川也寸志、黒柳徹子が司会のクラシック音楽番組『音楽の広場』に参加。また、この番組以降もこのコンビは各地のコンサートホールで、ガラコンサートを手がけている。
- 1993年、『紅白歌合戦』への貢献などを理由に、第1回の「橋田賞」を受賞[1]。ドラマ分野ではなく放送作家が受賞した珍しい例である。
- 番組には基本的な企画の立案から参加することが多い。代表例には1980、90年代NHKのゴールデンタイムの看板番組となった『クイズ面白ゼミナール』、『クイズ百点満点』、『クイズ日本人の質問』、『コメディーお江戸でござる』、『BS日本のうた』などがある。

## NHKにおける主な担当番組
- ステージ101
- NHK紅白歌合戦
- 音楽の広場
- お好み演芸会
- クイズ面白ゼミナール
- クイズ百点満点
- クイズ日本人の質問
- コメディーお江戸でござる
- ふるさと愉快亭 小朝が参りました
- NHK特集 「びんぼう一代 ～五代目古今亭志ん生～」
- BS日本のうた
- BS列車・どーも君号が行く
- 爆笑オンエアバトル
- オンバト+
- 新・話の泉（NHKラジオ第1）
- 演芸図鑑

## ガラ・コンサートの企画構成
- 代表的なものがサントリーホールの開館1周年を記念して1987年に始まった、『響』と題されるガラコンサート。男性客のタキシード姿がもっとも多いといわれるこのコンサートの第1回から2009年に行われた第23回まですべての回を構成。
- サントリーホール第7回ガラ・コンサート『響』（1993年）において「威風堂々（エルガー）」に歌詞をつけ、会場にて観客を含め大合唱。以来、恒例となったがこの歌詞はその後各地のコンサートで使われている。
- 2005年に兵庫県西宮市にオープンした兵庫県立芸術文化センターの1年をしめくくる「ジルヴェスター・ガラ・コンサート」も第1回から構成を担当。音楽監督の佐渡裕と六代目桂文枝[注釈 1]が司会を務め、ホールが一体となり盛り上がるコンサートとして知られ、ラストに演奏される「ラデツキー行進曲」がいつの間にか「六甲おろし」に変わっていく[注釈 2]部分は名物となっている。

## エピソード
- 永六輔が放送作家養成のための私塾を開講することを知るきっかけとなった大学新聞は当時某セクトの機関紙化していた。その新聞に就職の斡旋をしてもらったという事実を、しばらくジョークのネタにしていた。
- 『クイズ面白ゼミナール』の時代、ワープロ（ソフトはOASYS）の使用を提案し実現しているがこれはテレビ番組が組織的に番組作りにワープロを利用した初期の例。
- 『紅白歌合戦』の名物であった、日本野鳥の会がバードウォッチングの要領で客席の紅白の紙を数える方式の提案者。当時「クイズ面白ゼミナール」で「野鳥」をとりあげたのがヒントになったのではないかと言われている。
- 番組収録前に審査員に『爆笑オンエアバトル』が、どのような立場で芸人とネタを大事にしているかを語るのが恒例となっている。